# Требеховице под Оребом
Требеховице под Оребом (чеш. Třebechovice pod Orebem) град је у Чешкој Републици. Град се налази у управној јединици Краловехрадечки крај, у оквиру којег припада округу Храдец Кралове.

## Становништво
Према подацима о броју становника из 2014. године град је имао 5.758 становника.